# Oliver Becker (Regisseur)
Oliver Becker (* 14. Juni 1967 in Zweibrücken) ist ein deutscher Regisseur, Filmproduzent und Autor.

## Leben
Oliver Becker wurde in Zweibrücken geboren, wuchs jedoch in Vechta und in der Nähe von Diepholz auf. Im Alter von 14 Jahren begann Oliver Becker seine ersten Kurzfilme zu drehen, welche bis Mitte der 1990er Jahre auf Festivals im In- und Ausland gezeigt und mit Preisen ausgezeichnet wurden.
1995 drehte er mit einem Film über Alexander Skrjabin seine erste Fernsehdokumentation. Sein spezielles Interesse an der Musik Russlands zeigt sich auch in seinen Porträts über Sergej Prokofjew und Dmitri Schostakowitsch. Seit 1999 arbeitet Oliver Becker auch als Regisseur für Konzert- und Opernaufzeichnungen. 2003 erfolgte die Gründung seiner eigenen Produktionsfirma rostrot medien. Als Produzent war Oliver Becker von 2008 bis 2012 für die Neuproduktionen des DVD-Labels Arthaus Musik tätig. Mit Gründung des Unternehmens otbmedien verlagert sich die Tätigkeit von Oliver Becker zunehmend in den Bereich der neuen Medien.

## Filmografie
- 2003: „Sehnsucht nach Deutschland – Der Dirigent Wilhelm Furtwängler“
- 2005: „Leuchtende Liebe – lachender Tod – Das Familientheater der Wagners“
- 2008: „Dem kühlen Morgen entgegen“

## Musikdokumentationen
- „Klangfarbe Zukunft – Das Deutsche Symphonie-Orchester Berlin“ (rostrot medien im Auftrag von RBB und DW-TV, 2007) mit Ingo Metzmacher, Vladimir Ashkenazy, Kent Nagano, Riccardo Chailly, Lorin Maazel
- „Kent Nagano – Neue Wege, neue Klänge“ (Loft music mit BR, 2006) mit Plácido Domingo, William Friedkin, Achim Freyer, Lang Lang, Wolfgang Rihm
- „Nahaufnahme Schostakowitsch“ zusammen mit Katharina Bruner (Loft music mit SWR, BR, ORF, DRS, YLE, Euroarts, MFG Baden-Württemberg, 2006) mit Kurt Sanderling, Maxim Schostakowitsch, Irina Schostakowitsch, Galina Schostakowitsch, Tichon Chrennikow, Solomon Wolkow
- „Kent Nagano dirigiert Monumente der Klassik“ (DW-TV in Koproduktion mit BFMI, Unitel, 2006)
  - Teil 1 Richard Strauss „Eine Alpensinfonie“
  - Teil 2 Beethovens Symphonie Nr. 3, „Eroica“
  - Teil 3 Schumanns Symphonie Nr. 3, „Rheinische“
  - Teil 4 Brahms Symphonie Nr. 4,
  - Teil 5 Bruckners Symphonie Nr. 8,
  - Teil 6 Mozarts Symphonie Nr. 41, die „Jupiter-Sinfonie“
- „Singen macht glücklich“ (Meisterkurs Inge Borkh, Loft music für SWR, 2002)
- ”Arcadi Volodos – Pianist aus Leidenschaft” (avanti media für ZDF und arte, 2000)
- „Internationale Dirigenten in deutschen Orchestern“ (Euro Arts für DW-TV, 2000)
  - Teil 1 „Herbert Blomstedt“
  - Teil 2 „Giuseppe Sinopoli“
  - Teil 3 „Hugh Wolff“
- „Protest der Stille – der 9. Oktober 1989 in Leipzig“ (Euro Arts für ZDF und NHK Japan, 1999)
- „Verschlossene Heimat – Prokofjews Sowjetisches Tagebuch 1927“ (Loft music mit WDR, arte, ORF und DRS, 1999) mit Waleri Gergijew, Gennadi Roschdestwenski, Swjatoslaw Prokofjew
- „Selbst spielt das Klavier; Welte Mignon und die mechanische Musik“ (Loft music mit SWR, 1999)
- „Portrait Peter Michael Hamel“ (Produktion: Loft music mit BR, 1997)
- „Dem Licht entgegen – Alexander Skrjabin: Kalkül und Ekstase“ (Loft music mit WDR, arte, ORF und DRS, 1996) mit Vladimir Ashkenazy, Marina Scriabine, Vladimir Horowitz, Hermann Nitsch

## Konzert- und Opernaufzeichnung
- „J.C.Casadesus dirigiert Mozarts Klarinetten-Konzert“: zusammen mit Myriam Hoyer (LGM für arte, 2006)
- „The Lindsays play Haydn“: zusammen mit Ellen Fellmann (RM creative, LGM für YLE, France 3, BR, NHK, 2004)
- „La Bocca, i piedi, il suono“: Komposition von Salvatore Sciarrino, aufgeführt im Musee Orsay, zusammen mit Ellen Fellmann (LGM für France 3, 2003)
- „Festival des musique sacrees“: zusammen mit Ellen Fellmann (LGM für France 3, 2003)
- „Schostakowitsch – Streichquartette 1+8“: (RM Arts, LGM, BFMI für YLE, ZDF/arte, France 3, BR, 2002)
- „Kuhmo Chamber Music Festival“: (RM Arts, LGM, BFMI für YLE, France 3, BR,) 2002
- ”Offenbach at Chatelet – an evening with Anne Sofie von Otter”: Opera Chatelet, Paris (RM Arts, LGM für France 2 und arte, 2002)
- „Hélène Grimaud - Musique de chambre“ (RM Arts, LGM für France 3, 2002)
- „Festival des musique sacrees“ (RM Arts, LGM für France 3, 2002)
- „Klavierrezital Hélène Grimaud“ Philharmonie Berlin (RM arts, 2000)

## Online-Marketing Projekte, Corporates, Werbung, Kurzfilme, Musikclips
- „music on the road“: Kurzfilmwettbewerb im Rahmen einer Südamerika-Tournee (Deutsches Symphonie-Orchester Berlin und Mercedes-Benz do Brazil, 2012)
- „Hannibal“: Theaterevent von Lawine Torren, zusammen mit Ellen Fellmann (BFMI und Red Bull, 2003)
- „Brand Academy“: Imagefilm für die BMW AG (Dan Pearlman, 2003)
- „Schloss Elmau“: Dokumentarfilm (Loft music, 1997)
- „Zeitflußfestival 1997“: Reportage (Loft music mit ORF und DRS, 1997)
- Skrjabin-Trilogie (Produktion mit Mitteln der Filmförderung Niedersachsen, 1993–1995)
- „Deutschland Halluzination“: Experimentalfilm, 1991
- „Narkoleptika“: Experimentalfilm, 1991
- „Ant Age Art“: Musikvideo für Ornament und Verbrechen, 1990, Darsteller: Ulrich Mühe
- „Der Riss“: Experimentalfilm, 1990  (Produktion mit Mitteln der Filmförderung Brandenburg)

## Arbeiten als Produzent
- „Alonzo King Lines Ballet“, Ballettaufzeichnungen in San Francisco (3sat, Arthaus Musik, 2012)
- „Salome“, Opernaufzeichnung aus dem Festspielhaus Baden-Baden. Mit Angela Denoke. (Unitel, Arthaus Musik, 2011)
- „George London - Zwischen Göttern und Dämonen“, Dokumentation (WDR, Arthaus Musik, 2011)
- „Die Liebe der Danae“, Opernaufzeichnung aus der Deutschen Oper Berlin. (Unitel, Arthaus Musik, 2011)
- „La Traviata“, Opernaufzeichnung aus der Oper Graz. Mit Marlis Petersen. (Arthaus Musik, servusTV, 2011)
- „Mauro Bigonzetti - ein Choreograf zwischen den Welten“ (3sat, 2011)
- „Manfred“, Konzertaufzeichnung in der Tonhalle Düsseldorf. Visualisierungen von Johannes Deutsch. (Arthaus Musik, ZDFkultur, 2010)
- „Alcina“, Opernaufzeichnung an der Wiener Staatsoper. Mit Anja Harteros. (Arthaus Musik, Mezzo, servusTV, 2010)
- „Homage an Robert Schumann“, Konzertaufzeichnung mit der Dresdner Staatskapelle aus der Frauenkirche Dresden. Dirigent: Daniel Harding.(Arthaus Musik, MDR, arte, 2010)
- „Mirella Freni – Ein Leben für die Oper“, Porträt zum 75. Geburtstag der Operndiva. (Arthaus Musik, ORF, 2010)
- „Quasthoff singt Mahler“, Konzertaufzeichnung mit der Dresdner Staatskapelle aus der Semperoper Dresden. Solist: Thomas Quasthoff, Dirigent: Zubin Mehta. (Arthaus Musik, MDR, arte, 2010)
- „Caravaggio“: Ballettaufzeichnung aus der Staatsoper Unter den Linden (Arthaus Musik, 3sat, 2009)
- „Nyman in Progress“: Portrait Michael Nyman (Arthaus Musik, WDR/arte, 2009)
- „Musik rund um die Welt und den Fußball“: Das Deutsche Symphonie-Orchester Berlin auf der Fanmeile (rostrot medien im Auftrag des RBB und DW-TV, 2006)
- Seit 2004 zeichnet Oliver Becker als Produzent für die Komische Oper Berlin alle Neuinszenierungen des Hauses auf.

## Nominierungen, Auszeichnungen und Preise
- Festival Internazionale del Cinema, Bergamo, Italien, 2005, Le Mura d’Argento
- Prix Rose d’Or Award 2007, 2008 (Nominierung)
- International Filmfestival WorldFest Houston 2007, Platinum Remi Award
- WorldMedia Festival Hamburg 2007, intermedia globe Silver
- International Filmfestival Tenerife 2007, Teide Award
- New York Film Festival 2006, Certificate of Excellence
- Hot Bird Award Venice 2006, Jury Special Award
- Semana de Cine Experimental Madrid 1992, 1. Preis
- Europäisches Medienkunstfestival Osnabrück 1991, Nachwuchspreis